# 電話恐怖症
電話恐怖症（でんわきょうふしょう、英語：telephonophobia（テレフォノフォビア）、telephobia（テレフォビア）、phone phobia（フォンフォビア））は、電話をかけることや取ることを嫌悪したり恐れたりする恐怖症。

## 概要
電話恐怖症は社交恐怖または社交不安の一種と考えられており、聴衆と関わる必要性があること、批判されたり、判断されたり、笑いものにされるなどの関連する恐怖から生じるという点で共通するスピーチ恐怖症と比較され得る。 
他の恐怖や恐怖症に共通しているように、電話での会話やそれに対応する困難に対する恐怖の深刻さは広範囲に及ぶ。1993年には、英国の約250万人が電話恐怖症にかかっていることが報告された。英国のオフィスワーカーを対象にした2019年の調査ではベビーブーマーの40%、ミレニアル世代の70％が電話が鳴ると不安な思考を経験すると明らかになった。 
「電話不安」（telephone apprehension）という用語は軽度の電話恐怖症を指し、患者は電話の使用に不安を感じるが実際の恐怖症ほど深刻ではない。 
電話恐怖症に苦しんでいる人は、面と向かっての会話は問題ない場合があるが電話越しに行うのは困難である。

## 原因
電話を受けることへの恐怖は、電話に出るという行動や思考への恐怖から、実際に電話が鳴ることへの恐怖と多岐にわたる。電話の呼び出し音は話す、演じる、意見を交わす必要があることに関連する思考を特徴とする一連の不安を生み出す可能性がある。患者は相手方を脅迫的または威圧的と認識する場合がある。不安は、発信者が悪いまたは動揺する知らせを伝えてくるかもしれない、または迷惑電話をかけてくるかもしれないという懸念によって引き起こされる場合がある。 
電話をかけることへの恐怖は、迷惑になることを恐れて電話をかける適切な時間を見つけることへの懸念と関連する可能性がある。複数の人がいることを知っている家庭やオフィスに電話をかける患者は、応答した人の声が誰かを認識できず、結果的に恥ずかしい思いをするのではないかと心配になる場合がある。一部の患者は実際の聴衆または電話の相手側の認識上の聴衆の前で「演技」しなければならないことに不安を覚える可能性があり、これは職場で電話を使用する必要がある人にとって特に問題となる。 
あらゆる状況で電話を使用することへの恐怖（電話の発信または受信のいずれか）は、音質が悪いことに対する不安および一方または他方の当事者が発言内容を理解できないことへの懸念と関連しており、結果的に誤解を招くか、繰り返しの必要性やさらなる説明、その他の潜在的に厄介な交渉の必要性が生じることがある。これらの恐怖は、多くの場合電話回線を介することによるボディーランゲージの欠如及び個人が自分のコントロール感の喪失を恐れていることと関連している。患者は通常、会話で適切に答えられない、または何も言えない自分に気づき、恥ずかしい沈黙、どもり、吃音につながる恐れを報告している。衝撃的な知らせを受けたり不快な怒りの電話に耐えたりしたことなどの過去の経験も、恐怖を生み出す一因となった可能性がある。 

## 症状
電話恐怖症の人にはさまざまな症状が見られるが、不安を伴うことが多い。これらの症状には、弱い胃腸、手の平に汗をかく、急速な動悸、息切れ、吐き気、口の渇き、震えなどがある。患者はパニック、恐怖感を経験する可能性があり、その結果過呼吸とストレスなどのパニック発作を起こし得る。これらの否定的で動揺する症状は、電話をかけたり受けたりすることを考えることと、そうする行動の両方によって生じる可能性がある。

## 影響

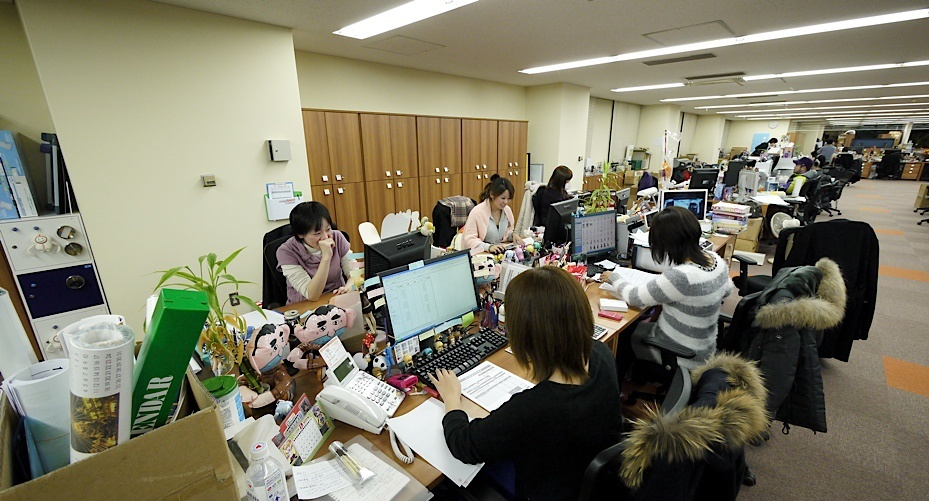
オープンプランオフィスでは、電話での会話が同僚に容易に聞こえてしまうため電話恐怖症の患者にとっては特に問題となる

電話は、他人に連絡したり重要で便利なサービスにアクセスしたりするために重要である。その結果、この恐怖症は多大なストレスを引き起こし、個人の私生活、仕事、社会生活に影響を与える。患者はイベントの日程計画や情報の確認など多くの行動を避ける。電話の使用はキャリアの中で重要な役割を果たし得るため、職場では緊張が生じる。 

## 対処および回避戦略
対処戦略は、事前に会話の計画を立て、話すべきことをリハーサルしたりメモなどに書き留めたりすることが考えられる。不安はプライバシーを確保して電話をかけることで軽減されることがあり、そうすることで患者は会話が盗み聞きされることを心配する必要がない。 
回避戦略の関連行動として、他人（例：自宅の身内）に電話を取るように頼むことや、留守番電話だけを使用することなどがある。電子テキストベースのコミュニケーション（インターネット、電子メール、テキストメッセージ）の使用が普及したことで、多くの患者は電話よりもストレスがかなり少ないと感じるかもしれない代替コミュニケーション手段を得ることができた。同時に、デジタルコミュニケーションで育った若い世代は電話をかけることも受けることも「押し付けがましい」と感じることが増えており、「自分が選んだペースで会話に参加できる」メディアの利用を好むようになっている。2019年の調査では、英国のミレニアル世代のオフィスワーカーの61％が、「オフィスに自分１人しかいない時に電話が鳴ると身体的に不安を誘発する行動を示す」と報告した。 
患者が自身の電話恐怖症の性質を友人に説明することは、メッセージに答えられないことが無礼またはコミュニケーションを取る気がないと誤解されないようにするために役立つ可能性がある。

## 治療
この種の恐怖症は、通常、 認知行動療法（CBT）、心理療法、行動療法、曝露療法など様々なタイプの治療法で治療できる。 
練習は恐怖を克服する上で重要な役割を果たし得る。ゆっくりとしたペースで簡単な通話から始め、徐々に電話の使用を増やしていくことは患者にとって有益となり得る。例えば、簡単な自動通話から始めて、家族や友人との通話へとステップアップし、話す時間と話をする人の範囲をさらに広げていく。